# 久保龍一
久保 龍一（くぼ りゅういち、1986年3月23日 - ）は、日本の俳優。株式会社ハルク・エンタテインメント所属。埼玉県出身。身長182cm、体重68kg。

## 出演

### 映画
- 半グレVSやくざ - タイラントメンバー役
- 疾風・虹丸組 - 不良役
- モンスター - 客役
- 歌舞伎町はいすくーる - 宇宙人役
- ユダ‐Judas‐ - 黒田役
- クローズEXPLODE - 加賀美チームメンバー役
- サルウインドウ・ピリオド [1][2]
- 新宿スワン - ハーレムスカウトマン役　園子温監督
- HiGH&LOW THE MOVIE-山王連合会メンバー (2016年7月公開)

### テレビ
- 連続テレビ小説 まれ 第12週 NHK - アパレル店員役
- 仮面ティーチャー 第9話（日本テレビ）- 不良生徒役
- SHARK 第6話（日本テレビ） - バンドマン役
- おとなの子守唄（サンテレビ）
- 恋愛ニート〜忘れた恋のはじめ方（TBS） - 出版社社員役レギュラー
- GTO（フジテレビ） - 弾間龍二の仲間役
- 水球ヤンキース（フジテレビ） - 伝説のヤンキー役
- HERO（フジテレビ） - 不良役
- クローバー 第3話（テレビ東京） - ヤンキー役
- アイムホーム 第1話（テレビ朝日） - 指輪男の仲間役
- 水曜ミステリー9
  - 弁護の鉄人 橘明日香（テレビ東京） - 東郷宏康役
  - ビート 警視庁強行犯 樋口顕（テレビ東京） - 不良役
- MARS〜ただ、君を愛してる〜（2016年、日本テレビ）- チンピラ役
- 今日から俺は!!（2018年、日本テレビ）- 久保京介役
- 鳳神ヤツルギ10（2021年、千葉テレビ）- ファンガーク役
  - 海洋戦士シーセーバー（2023年、テレビ神奈川）- ファンガーク役
- ラストマン-全盲の捜査官- 第9話（2023年、TBS） - 刑事役
- Qrosの女 スクープという名の狂気 第5話・第7話（2024年11月4日・18日、テレビ東京） - 半グレ 役[3]

### 舞台
- Meeting All dear Everyday （2011年10月）- トモヤ役
- 朗読☆男子（2013年4月）- 石田充瑠役
- 美我希流 SHOW激（2012年9月9日、パルテノン多摩）
- 劇団空間エンジン
  - PRIDE - 柳喜一郎役
  - STUDENT - 寺田武志役

### その他
- NOTTV 熱血硬派くにおくん 第8話 - 武赦紋漸メンバー役
- DVD We are テクパラ 全シリーズ

### CM・スチール
- 明治「極とろカスタードクリームプリン」WEB CM カメラマン役
- Panasonic「立上がれ！日本の男たち」アラウーノ応援団WEB限定ダンスムービー

### MV
- 3代目J Soul Brothers「FIGHTERS」
- Crystal Kay「君がいたから」不良役